# 김소희 (쇼트트랙 선수)
김소희(金昭希, 1976년 9월 16일~)는 대한민국의 은퇴한 쇼트트랙 선수로 현재는 스포츠 연구원으로 활동 중이다.

## 생애
정화여자고등학교 1학년 때, 1992년 미국 덴버에서 열린 1992년 세계 쇼트트랙 선수권 대회에 참가하여 종합 우승을 차지하였다. 정화여자고등학교 3학년 때 참가한 1994년 노르웨이 릴레함메르 동계 올림픽에서 전이경 등과 함께 여자 3,000m 계주에 출전하여 금메달을 획득하였으며 1,000m 개인전에서는 동메달을 땄다. 1994년 영국 길퍼드에서 열린 1993년 세계 쇼트트랙 선수권 대회에서는 종합 2위에 올랐다.
이후, 고질적인 허리 부상으로 무주군과 전주시에서 열린 1997년 동계 유니버시아드 여자 1000ｍ에서 금메달을 딴 뒤 현역 은퇴를 선언했다. 계명대학교를 졸업하고, 미국 웨스턴일리노이대학(Western Illinois University)에서 스포츠마케팅 석사 학위를 취득한 후, 서울대학교에서 2012년에 박사 학위를 취득했다. 2003년 평창 동계 올림픽 유치위원회 홍보위원으로 발탁되기도 하였다. 현재는 서울대학교 스포츠산업연구소 주임 연구원 및 대한체육회 국제위원회 위원, 아시아 올림픽 평의회 위원으로 활동하고 있으며, 평창 동계 올림픽 유치를 위한 현장 실사에도 나섰다.

## 대표팀 숙소 이탈 사건
김소희는 2003년 말 국가대표팀 코치로 선임되어 그 해 중국에서 열린 1, 2차 월드컵에서 대한민국 대표팀이 종합 우승을 거두는 데 기여하였다. 그러나 2004년 11월 3일 최은경, 여수연, 변천사, 허희빈, 강윤미, 진선유 등 여자대표팀 선수 6명이 사생활 간섭, 상습적 구타 등 코치의 강압적인 지도 방식에 불만을 품고 태릉선수촌을 무단 이탈했다가 대한빙상연맹의 설득으로 하루 만에 복귀했다. 연맹 측은 11월 11일 상습구타 사건에 연루된 코치진이 제출한 사표를 수리했고, 7명의 부회장단도 총 사퇴했다. 이후 연맹은 여자대표팀을 선수촌에서 퇴촌시켰으며, 11월 말 열린 3, 4차 월드컵 대회 출전도 정지시켰다. 이 사건 이후 현장 지도에는 나서지 않고 연구원으로만 활동하고 있다.
2014년 2월 러시아 소치에서 열린 동계 올림픽을 앞두고 MBC의 쇼트트랙 해설위원으로 전격 발탁되었는데, 예전의 구타 사건이 다시 조명되면서 크게 논란을 일으키기도 하였다.